# UCI Women's World Tour 2025
L'UCI Women's World Tour 2025 è la decima edizione del massimo circuito femminile di ciclismo, l'UCI Women's World Tour, organizzato dall'Unione Ciclistica Internazionale. Composto da ventisette gare, è iniziato il 17 gennaio 2025 in Australia con il Tour Down Under e terminerà il 19 ottobre 2025 in Cina con il Tour of Guangxi. 
Per la prima volta non verrà stilata una classifica; le classifiche sono state rimosse dal nuovo regolamento dell'UCI.

## Squadre
Le squadre detentrici di licenza UCI Women's World Tour per la stagione 2025 sono quindici.
Le quindici squadre World Tour sono automaticamente invitate a partecipare agli eventi, mentre le prime due UCI Women's ProTeam sono state inserite nell'UCI World Ranking 2024 (EF Education-Oatly e VolkerWessels Women's Pro Cycling Team) e dunque invitate automaticamente. Altre squadre femminili continentali verranno invitate dagli organizzatori di ogni gara.
| Cod. | Squadra                    | Biciclette  |
| ---- | -------------------------- | ----------- |
| AGS  | AG Insurance-Soudal Team   | Specialized |
| CSZ  | Canyon-SRAM Zondacrypto    | Canyon      |
| CTC  | Ceratizit Pro Cycling Team | Orbea       |
| TFS  | FDJ-Suez                   | Lapierre    |
| FDC  | Fenix-Deceuninck           | Canyon      |
| HPH  | Human Powered Health       | Felt        |
| LTK  | Lidl-Trek                  | Trek        |
| LIV  | Liv AlUla Jayco            | Liv         |
| MOV  | Movistar Team Women        | Canyon      |
| CGS  | Roland Cycling             | Factor      |
| TPP  | Team Picnic PostNL         | Lapierre    |
| SDW  | Team SD Worx-Protime       | Specialized |
| TVL  | Team Visma-Lease a Bike    | Cervélo     |
| UAD  | UAE Team ADQ               | Colnago     |
| UXM  | Uno-X Mobility             | Dare        |

## Calendario
Il calendario iniziale delle gare per la stagione 2025 è stato annunciato nel giugno 2024, con ventinove gare inizialmente programmate. Il calendario è simile a quello del 2024, con il ritorno programmato del Tour of Scandinavia dopo una pausa nel 2024 a causa della mancanza di fondi. Gli organizzatori del Tour de France femminile hanno annunciato che la gara sarebbe stata estesa a nove giorni di durata, diventando così l'evento più lungo del calendario.

In seguito all'annuncio, la RideLondon Classique è stata annullata dagli organizzatori, in quanto non è stato possibile organizzare la gara nella data di giugno offerta dall'UCI. Nel luglio 2024, la Ronde van Drenthe è stata eliminata dal calendario per motivi economici. Nell'ottobre 2024, il calendario definitivo è stato annunciato con l'aggiunta di due nuovi eventi: la già citata edizione femminile della Milano-Sanremo (tenutasi l'ultima volta nel 2005), e una nuova gara di un giorno in Danimarca, la Copenhagen Sprint.

Nel gennaio 2025 è stato annunciato che il Tour of Scandinavia non sarebbe stato ripreso, riducendo il calendario a ventisette gare.
| N. | Data               | Evento                                            | Vincitrice             | Squadra                  | Leader della Cl. mondiale |
| -- | ------------------ | ------------------------------------------------- | ---------------------- | ------------------------ | ------------------------- |
| 1  | 17-19 gennaio      | Tour Down Under (2025)                            | Noemi Rüegg            | EF Education-Oatly       | Lotte Kopecky             |
| 2  | 1º febbraio        | Cadel Evans Great Ocean Road Race (2025)          | Ally Wollaston         | FDJ-Suez                 | Lotte Kopecky             |
| 3  | 6-9 febbraio       | UAE Tour (2025)                                   | Elisa Longo Borghini   | UAE Team ADQ             | Lotte Kopecky             |
| 4  | 1º marzo           | Omloop Het Nieuwsblad (2025)                      | Lotte Claes            | Arkéa-B&B Hotels Women   | Lotte Kopecky             |
| 5  | 8 marzo            | Strade Bianche (2025)                             | Demi Vollering         | FDJ-Suez                 | Demi Vollering            |
| 6  | 16 marzo           | Trofeo Alfredo Binda - Comune di Cittiglio (2025) | Elisa Balsamo          | Lidl-Trek                | Demi Vollering            |
| 7  | 22 marzo           | Sanremo Women (2025)                              | Lorena Wiebes          | Team SD Worx-Protime     | Demi Vollering            |
| 8  | 27 marzo           | Classic Brugge-De Panne (2025)                    | Lorena Wiebes          | Team SD Worx-Protime     | Demi Vollering            |
| 9  | 30 marzo           | Gand-Wevelgem (2025)                              | Lorena Wiebes          | Team SD Worx-Protime     | Demi Vollering            |
| 10 | 6 aprile           | Giro delle Fiandre (2025)                         | Lotte Kopecky          | Team SD Worx-Protime     | Demi Vollering            |
| 11 | 12 aprile          | Parigi-Roubaix (2025)                             | Pauline Ferrand-Prévot | Team Visma-Lease a Bike  | Demi Vollering            |
| 12 | 20 aprile          | Amstel Gold Race (2025)                           | Mischa Bredewold       | Team SD Worx-Protime     | Demi Vollering            |
| 13 | 23 aprile          | Freccia Vallone (2025)                            | Puck Pieterse          | Fenix-Deceuninck         | Demi Vollering            |
| 14 | 27 aprile          | Liegi-Bastogne-Liegi (2025)                       | Kimberley Le Court     | AG Insurance-Soudal Team | Demi Vollering            |
| 15 | 4-10 maggio        | La Vuelta (2025)                                  | Demi Vollering         | FDJ-Suez                 | Demi Vollering            |
| 16 | 16-18 maggio       | Giro dei Paesi Baschi (2025)                      | Demi Vollering         | FDJ-Suez                 | Demi Vollering            |
| 17 | 22-25 maggio       | Vuelta a Burgos (2025)                            | Marlen Reusser         | Movistar Team Women      | Demi Vollering            |
| 18 | 5-8 giugno         | Tour of Britain Women (2025)                      | Ally Wollaston         | FDJ-Suez                 | Demi Vollering            |
| 19 | 12-15 giugno       | Giro di Svizzera (2025)                           | Marlen Reusser         | Movistar Team Women      | Demi Vollering            |
| 20 | 21 giugno          | Copenhagen Sprint (2025)                          | Lorena Wiebes          | Team SD Worx-Protime     | Demi Vollering            |
| 21 | 6-13 luglio        | Giro d'Italia (2025)                              | Elisa Longo Borghini   | UAE Team ADQ             | Demi Vollering            |
| 22 | 26 luglio-3 agosto | Tour de France (2025)                             | Pauline Ferrand-Prévot | Team Visma-Lease a Bike  | Demi Vollering            |
| 23 | 15-17 agosto       | Giro di Romandia (2025)                           | Elise Chabbey          | FDJ-Suez                 | Demi Vollering            |
| 24 | 30 agosto          | Classic Lorient Agglomération (2025)              |                        |                          |                           |
| 25 | 2-7 settembre      | Simac Ladies Tour (2025)                          |                        |                          |                           |
| 26 | 14-16 ottobre      | Tour of Chongming Island (2025)                   |                        |                          |                           |
| 27 | 19 ottobre         | Tour of Guangxi (2025)                            |                        |                          |                           |

## Modifiche per il 2025
Le classifiche per la categoria individuale femminile élite e la categoria giovanile (in cui il leader di ciascuna indossava una maglia distintiva) è stata abolita, con le classifiche mondiali su strada femminili UCI women's road world rankings che le hanno sostituite come classifica ufficiale. Un secondo gruppo di squadre femminili è stato aggiunto al di sotto delle squadre UCI World Tour, costituito da sette compagini UCI Women's ProTeam.